# Урвич (природоохоронна територія, Болгарія)
Урвич (болг. Урвич) — природоохоронна територія в західних балканських горах у Болгарії, що охоплює площу 93.3 гектара. Вона розташована недалеко від фортеці Боженішки урвич на землях села Божениця, округу Ботевград. Спочатку її було оголошено історичним музеєм 24 липня 1962 року з метою збереження змішаних дубових лісів. Повторно була класифікована як заповідна зона 18 серпня 2003 року.
В межах охоронної зони забороняється:
- будувати каменоломні і добувати каміння;
- проводити розкопки і руйнувати мури;
- випасати худобу, полювати, а також здійснювати будь-які інші види діяльності, які знищують або псують залишки фортеці.